# Sociedade Recreativa e Desportiva Entradense
A Sociedade Recreativa e Desportiva Entradense é um clube desportivo português sediado na freguesia de Entradas, Município de Castro Verde, Distrito de Beja.

## História
A Sociedade Recreativa e Desportiva Entradense foi fundada em 1935 como Sociedade Recreativa Entradense. Passou a chamar-se Sociedade Recreativa e Desportiva Entradense por alteração dos estatutos em 1983. O seu actual presidente chama-se Carlos Miguel Silvestre Contreiras Pinto. 

## Ligas
- 2005 - 2006 - 1ª divisão da Associação de Futebol de Beja  (10º lugar, 29 pts)

## Campo de Jogos
Campo de Futebol António José Marques , em Entradas (capacidade para 1000 espectadores.    
O Campo de Jogos da Sociedade Recreativa e Desportiva Entradense  anteriormente chamado Campo das Escolas ou Campo de Futebol das Escolas passou a chamar-se Campo de Futebol António José Marques no ano de 2019, por deliberação do executivo da Câmara Municipal de Castro Verde, como consta na ata da reunião ordinária da Câmara Municipal de Castro Verde, realizada no dia 11 de Abril de 2019. Ata n. 08/2019. 
O seu atual presidente é Carlos Miguel Silvestre Contreiras Pinto.   

## Marca do equipamento desportivo
A equipa de futebol enverga equipamento da marca Adidas.

## Patrocínio
A equipa de futebol da Sociedade Recreativa e Desportiva Entradense  tem o patrocínio de Mármores Ourique.